# Erik Svensén
Alf Erik Gillis Svensén (Tveta, Hultsfred, Kalmar, 28 de juliol de 1893 – Estocolm, 17 de desembre de 1935) va ser un gimnasta artístic suec que va competir a començaments del segle xx.
El 1920 va prendre part en els Jocs Olímpics d'Anvers, on va guanyar la medalla d'or en el concurs per equips, sistema suec del programa de gimnàstica.
Era un expert en bombes de la Força Aèria sueca, on arribà a tenir el grau de capità.